# Alexandr Almetov
Alexandr Davletovič Almetov (Александр Давлетович Альметов, 18. ledna 1940 Kyjev – 21. září 1992 Moskva) byl sovětský hokejista. Od roku 1958 hrál za HC CSKA Moskva, s nímž se stal sedmkrát mistrem SSSR (1959–61 a 1963–66) a třikrát získal sovětský hokejový pohár (1961, 1966 a 1967). V roce 1964 byl nejlepším ligovým střelcem. Za sovětskou reprezentaci odehrál 107 mezistátních zápasů a vstřelil v nich 75 branek. Byl centrem „atomového útoku“, na jehož křídlech hráli Venjamin Alexandrov a Konstantin Loktěv. Na Zimních olympijských hrách 1960 získal bronzovou medaili, v roce 1964 se stal olympijským vítězem. Při startu na mistrovství světa v ledním hokeji získal třetí místo v roce 1961 a prvenství v letech 1963, 1965, 1966 a 1967, na šampionátech 1965 a 1967 byl zvolen do týmu all-stars. Byl mu udělen titul zasloužilý mistr sportu SSSR a Řád rudé zástavy práce. V roce 1967 byl donucen předčasně ukončit hráčskou kariéru kvůli problémům s disciplínou a životosprávou, pracoval pak jako číšník a hrobník. Zemřel na zápal plic ve věku 52 let.